# Cariad
Le Cariad est un ancien cotre-pilote de Cardiff.
Son port d'attache actuel est Swansea au Royaume-Uni. Il porte l'inscription Cf sur sa grand voile (immatriculation de Cardiff).

## Histoire
Ce cotre-pilote a été construit au chantier naval  Edwin Rowles de Pill, proche de Bristol. Il a d'abord navigué uniquement à la voile jusqu'en 1922 pour aider à la navigation dans le canal de Bristol, très fréquenté et dangereux. En fin de carrière, il fut motorisé et transformé pour être un voilier de plaisance. 
De 1970 à 1977, il fut conservé à flot au Musée maritime d'Exeter. En 1978 il est sorti de l'eau et mis sous abri. Puis il est confié au musée maritime du Pays de Galles en 1988. 
En très mauvais état, il est acquis par son propriétaire actuel. Il le restaure de 1997 à 2006. 
Le Cariad renavigue désormais comme voilier-charter privé en Manche, mer du nord et baltique. Il est souvent présent en France lors de divers rassemblements maritimes : Festival du chant de marin de Paimpol 2009, festival Terre et Mer en baie de Morlaix en 2011, Les Tonnerres de Brest 2012...